# Albert Dailey
Pour les articles homonymes, voir Dailey.
Albert Dailey est un pianiste de jazz américain, né à Baltimore (Maryland) le 16 juin 1938 et mort le 26 juin 1984, d'une pneumonie.

## Biographie
Dès six ans, Dailey étudie le piano, puis la composition dans sa ville natale. Entre 1953 et 1957, il joue dans un orchestre local puis devient accompagnateur. En 1963 et 1964, il est pianiste  dans un club de Washington.
Arrivé à New York, il acquiert une certaine réputation, et enregistre dans de nombreux contextes, avec les Jazz Messengers d'Art Blakey (en 1976), Charlie Rouse (1976),  Archie Shepp (1977), Freddie Hubbard (1974), Tom Harrell (1982), Eddie Davis (1979), Buddy DeFranco (1984), Stan Getz (en 1974-75), entre autres.
Mais plus nombreux sont les leaders qu'il accompagne sans enregistrer : citons Hank Mobley, Sonny Rollins, Art Farmer, Dexter Gordon, et même Charles Mingus, Archie Shepp, sans omettre les chanteuses Sarah Vaughan et Betty Carter.
Parallèlement, il enregistre sous son nom quelques disques pour Columbia, SteepleChase et Muse ; pour ce dernier éditeur, il devient en quelque sorte pianiste attitré et enregistre de nombreux disques comme Sideman.
Inspiré au début de sa carrière par Tommy Flanagan et Barry Harris, il a su intégrer quelques éléments harmoniques et un phrasé « Bill Evansiens ». Mais ses indéniables qualités ne lui attirent pas la renommée et son décès prématuré a fait oublier le nom de ce pianiste bien sous-estimé.

## Discographie personnelle
- The day after the dawn (1977) (Columbia)
- That old feeling (1978) (SteepleChase)
- Textures (1981) (Muse)
- Poetry (1983) coleader avec Stan Getz (Elektra/Asylum/Wea)

## Discographie avec d'autres leaders
- Backlash (1967) (avec Freddie Hubbard)
- The best of two worlds (1975) (avec Stan Getz)
- Figure and spirit (1976) (avec Lee Konitz)
- Ballads for Trane (1977) (avec Archie Shepp)
- To my queen  revisited (1978) (avec Walt Dickerson)
- Tenor of the times (1981) (avec Ricky Ford)
- Play of light (1982) (avec Tom Harrell)
- The Upper Manhattan Jazz Society (1981) (avec Charlie Rouse)